# Олаф Любашенко
Олаф Любашенко (пол. Olaf Lubaszenko; нар. 6 грудня 1968, Вроцлав) — польський актор кіно і театру, режисер і продюсер, телеведучий, співак і диктор, пов'язаний з театром Буффо, художній керівник Фестивалю зірок у м. Мендзиздроє, лауреат премії «Орел і Богемський лев» за головну роль у фільмі «Убити Секаля».

## Автобіографія

### Ранні роки
Він син актора Едварда Лінде-Любашенки та актриси, художниці та поетеси Асі Ламтюгіної. У нього є зведена сестра Беата Лінде-Любашенко. Його хрещеним батьком став Ян Новицький.
Навчався в початковій школі № 9 у Білостоці (його мати була актрисою місцевого театру). Він випускник ЗОШ № Клементини Гофманової у Варшаві. Вивчав соціологію у Варшавському університеті (1986—1987), а згодом у Християнській богословській академії; він не закінчив обидва факультети. Закінчив коледж комунікацій та соціальних медіа у Варшаві.

### Кар'єра
Дебютував у віці 14 років у серіалі «Життя Каміла Куранта» (1982), зігравши в дитинстві Каміля Куранта. Пізніше він зіграв хлопчика Рисєка у фільмі «Соната Маримонська» . Він став популярним завдяки ролям у фільмах «Футбольний покер» (реж. Януш Заорський) та «Короткометражний фільм про кохання» (реж. Кшиштоф Кесьльовський). Виступ у другому фільмі приніс йому нагороду на фестивалі «Зірки завтрашнього дня» в Женеві. Був асистентом режисера в постановці Кшиштофа Кесьльовського «Декалог», частиною якої є «Короткометражний фільм про кохання».
У 1991 році склав заочний акторський іспит. Брав участь у популярному мюзиклі «Метро» режисера Януша Юзефовича . Зіграв у «Кроллі» режисера Владислава Пасіковського. Став асистентом режисера у постановці фільму Анджея Вайди «Перстень з орлом у короні». У 1994 році зіграв у виставі «Емігранці» разом із Цезарі Пазурою.
У 1997 році він дебютував як режисер у фільмі Sztos, що поєднує елементи бойовика та драматичного кіно. У 1998 році під час 3-го фестивалю зірок у Мендзиздрої залишив руку на «Зоряному променаді». У 1999 році він зняв сенсаційну комедію Chłopaki nie cryą з Мацеєм Штуром у головній ролі. У 2001 році став членом Європейської кіноакадемії.
Він з'являвся у сенсаційних постановках, таких як: «Слодко-горькі», «Операція Самум» та «Моя Ангеліка». Зіграв з Євою Гаврилюк у фільмі «Операція Коза» та Магдаленою Целецькою в романтичній комедії «Любов».
Олаф Любашенко під час одного з благодійних матчів, 2009 р. (фото: J. Pijarowski)
Він з'являвся в таких телесеріалах, як Екстрадиція 2 і Переїзд. Зіграв роль поліцейського Станіслава Ольбріхта у серіалі «Сфора» режисера Войцеха Войцика. У 2007—2011 роках грав Романа Пирку в серіалі TVP2 «Барви щастя».
У серпні 2010 року він вів програму Polsat Play польської іноземної ліги, де було представлено закулісся життя польських футболістів, які грають в іноземних лігах. Він виступав у гостях у драматичному театрі у Білостоці у виставі Zakłręcenia w etherie.
Він з'являвся у кліпах на слова Starczy від Касі Ковальської, Na crooked ryj Electric guitars та Tango з рушницею Катажини Гронець. Він є капітаном збірної польських артистів з футболу. Він записав пісню Dream a Little Dream of Me до альбому Gra o miłość (пісні у виконанні учасників польської команди артистів).
Він є головним героєм книги «Chłopaki Let's Cry» (Prószyński i S-ka, Варшава 2015), інтерв'ю, даного журналісту Павлу Піотровичу.

### Особисте життя
Розлучений з Катажиною Гронець, з якою має дочку Маріанну. З Ганною Вавровською пов'язаний з 2006 року.
Він є родичем політика Яна Рошковського, який був мером Прудника в 1990—1998 роках.

## Фільмографія

### Напрямок
- Штош (1997)
- Хлопчики не плачуть (1999)
- Скарб секретаря (2000)
- Ранковий койот (2001)
- Король передмістя (2002)
- E = mc² (2002)
- Є випадок … (2002)
- Інопланетяни (2004)
- Люди для захоплення (2006—2007)
- Золота середина (2009)
- Штос 2 (2011)

### Актор
- 1982: Життя Каміля Куранта — як Каміль Курант в молодості (серії 1-3)
- 1984: Trzy młyny — як Jarogniew (епізод 2)
- 1987: Табу — як Стефек
- 1987: Марімонська соната — у ролі Рисєка Левандовського
- 1987: Канібаліст — як солдат
- 1987: Поселення
- 1987: Арка Ероса — І.
- Адам Каровський
- 1987: Бермудський трикутник — гравець у покер з Генріком
- 1987: Без гріха — як Ярек Каліта
- 1988: Футбольний покер — як Олек Гром
- 1988—1991: Pogranicze w ogniu — як Франек Рельке
- 1988: Короткометражний фільм про кохання — як Томек
- 1988: Декалог VI — як Томек
- 1988: Dekalog X — хлопчиком працював на пошті
- 1989: Після падіння. Сцени з життя номенклатури — як Петро
- 1989: Мигдаль у березні — як Томек
- 1989: Чарна ущелина — як Людвік
- 1990: Сейшельські острови в ролі Чувака
- 1990: Аморальна історія — як Марек
- 1990: Корчак — розстріляний водій трамвая
- 1991: Від'їзд — як священик
- 1991: Кролл — як Марцін Кролл
- 1992: Psy — як Krzyś «Young»
- 1992: Щоденник знайдено в горбі — 2 ролі: молодий Антоні; Янек, син Антонія
- 1993: Список Шиндлера — як охоронець в Освенцимі
- 1993: Країна світу — як письменник Стефан
- 1994: Les Amoureux — як Томек
- 1995: Від'їзд — як священик (еп. 3)
- 1995: Gnoje — як Gąsior
- 1995: Учень диявола — як Ришард
- 1996: Sweet Bitter — як брат Мати
- 1996: Познань 56 — танкістом
- 1996: Екстрадиція 2 — як Рафал Кульський
- 1996: Вірус — як Йозек Куява
- 1997: Штош — Метек
- 1997: Кілер — як Олаф Любашенко, «актор, що таке режисер»
- 1998: Демони війни за Гойєю — як лейтенант Чацкі
- 1998: Дружина приходить вночі як Адік
- 1998: Вбити Секаля — як Джура Баран
- 1999: Перший мільйон — як священик
- 1999: Операція «Самум» — як Kosiński
- 1999: Операція Коза — як Адам Горн
- 1999: Дочки Фортуни — як Янек
- 1999: Kiler -ów 2-óch — як Олаф Любашенко, «актор, що таке режисер»
- 1999: Моя Анжеліка — в ролі Анджея Куліка, керівника групи переслідування
- 1999: Я, Маліновський — як Корил
- 2000: Перший мільйон — як священик
- 2000: Егоїсти — як Сумні
- 2000: Байланд — асистент Райделя
- 2000—2001: Виселення — як Станіслав Щиґель
- 2000: Скарб Секретаря — як Зенон Внук
- 2000: Закохані — як Марек Здзерський, адвокат
- 2001: Жіночий гардероб — як Петро (серії 6 і 10)
- 2001: Станція — як поліцейський Завадзький
- 2001: Gods Scraps — як Gniecio Lipa
- 2001: Туди і назад — як Niewczas
- 2002: Є випадок … — як тренер Зенон Внук
- 2002: Сфора — як Станіслав Ольбріхт
- 2002: Пакет: Без милосердя — як Станіслав Ольбріхт
- 2002: Робіть свою роботу, ризик за вами — як Еміль Бакс
- 2002: E = mc² — як макс
- 2003: Марсінель — як Мартін
- 2005: Дефект — як радник Єжи Кулеша
- 2006: Фальшивомонетники — повернення пачки — як Станіслав Ольбрихт
- 2007—2012: Кольори щастя — як Роман Пирка
- 2007: Детермінатор — як інспектор Артур Вейман
- 2009: Менше зло — як СБ
- 2009: Dekalog 89+ — як листоноша Томаш (частина 2)
- 2009: Золота середина — клавішник
- 2010—2021: Блондинка — як священик Теофіл Блажейчик
- 2010: Вихідні — як чех
- 2012: Sztos 2 — як Mietek
- 2015: Пожежники — як Вітольд Міхалак, президент Добровільної пожежної охорони
- 2016: Бодо — як Франц Кеттлер (еп. 3)[9]
- 2016: Операція Василіск — фільм із серії «Польські легенди».
- 2018: Любов — це все — як січ
- 2019: Перевернутий. Батьки і дочки — як прокурор Адам Голобек
- 2019: Хутро плюшевого ведмедика — як Nervous
- 2020: Сьогодні в лісі ніхто не засне — як поліцейський

### Участь гостей
- 1998: 13-й відділок поліції — як сценарист (серія 34)
- 2001: На краще чи на гірше — як Леон
- 2005: Чого бояться хлопці чи сексу в маленькому місті — як Олаф Мільскі, зведений брат Густава
- 2005: Ангел-охоронець — як Єжи (еп. 6)

### Польський дубляж
- 2001: Fallout Tactics: Brotherhood of Steel — як Гамморін / Сміт
- 2003: У пошуках Немо? — як Ідол
- 2003: Чарівна зірка — як Х'юберт
- 2003: Ненаситний — як оповідач
- 2004: Lucky Luke — як Lucky Luke
- 2006: Велика прогулянка
- 2007: Ліссі на льоду — як Єті
- 2008: Беверлі-Хіллз Чилі — як Дельгадо
- 2011: Beverly Hills Chili 2 — як Дельгадо
- 2012: Wreck-It Ralph — як Ральф
- 2013: Літаки — як Бека
- 2014: Аероплани 2 — як Бека
- 2014: Вартові Галактики — Ромман Дей
- 2017: Зоряні війни: Battlefront II — у ролі Ландо Калріссіана
- 2018: Wreck-It Ralph в Інтернеті — як Ральф

## Виступи

### Ролі
- 1986: Бідул (театр телебачення)
- 1987: Канібал
- 1989: Метро
- 1990: Шальбір у ролі Рибака (театр телебачення)
- 1992: Do życia як Філіп (театр телебачення)
- 1993: Одна історія з епілогом, як Джон (телевізійний театр)
- 1993: Повернення Кропечка в ролі Тома (Телевізійний театр)
- 1994: Анієлка в ролі єврея Шмуля (театр телебачення)
- 1994: Сарматське свято як гусар (театр телебачення)
- 1994: Емігранти як А. А. (Театр Сямашкова в Ряшеві)
- 1994: Два джентльмени з Верони в ролі Чибчика (Телевізійний театр)
- 1995: Мовчання як Петро (театр телебачення)
- 1995: Ясновидець у ролі Петра Міхальського (театр «13 Муз» у Щецині)
- 1995: Дон Карлос у ролі маркіза Поза (телевізійний театр)
- 1995: Ексцеленція в ролі Відопласова (театр телебачення)
- 1995: Мисливець на ясновидців у ролі Петра Міхальського
- 1995: Маркіз фон Кіт у ролі маркіза фон Кіта (Телевізійний театр)
- 1996: Філомена Матурано в ролі Мікеле (Телевізійний театр)
- 1996: Кімната, повна листя, як Слокенхаймер (телевізійний театр)
- 1996: Васса Железнова в ролі Сіміона (Телевізійний театр)
- 1997: Червона Шапочка в ролі зайчика (телевізійний театр)
- 1997: Кетчуп Шредера в ролі Рисіка (телевізійний театр)
- 1997: Майстер Дж. ako Seweryn Goszczyński (театр телебачення)
- 1998: Людина за все як інспектор Вашборн (телевізійний театр)
- 1998: Леді Максима в ролі доктора Петипона (театр телебачення)
- 1998: Едіт і Марлен у ролі Марселя (Телевізійний театр)
- 1999: Войцек як Войцек (телевізійний театр)
- 1999: Лялька як лялька (телевізійний театр)
- 2000: День народження майстра в молодості (телевізійний театр)
- 2003: Деякі види орлів, як Пепе (Teatr na Woli im. Łomnicki у Варшаві)
- 2004: Міс Тутлі Путлі як активістка (Театр Studio Buffo у Варшаві)
- 2007: Дитина в країні музики як актор (Мазовецький музичний театр оперети у Варшаві)
- 2010: Пекло візьми мене як Люцифера (Театр Новий у Лодзі)
- 2011: Місяць і магнолії в ролі Селзніка (Театр STU в Кракові)

### Постановки
- 1996: Малгося (театр телебачення)
- 1998: Так, пане Малучан (театр телебачення)
- 2002: П'ять братів Мо (Музичний театр «Рома» у Варшаві)
- 2003: Деякі види орлів (Teatr na Woli імені Ломницького у Варшаві)
- 2004: Вечеря на 4 руки (Театр Новий у Познані)
- 2005: П'ять братів Мо (Музичний театр Бадушкової в Гдині)
- 2012: Сингли та ремікси (MY Theater)
- 2014: Люба в кредит (Мій театр)
- 2016: Одиночні по-японськи (MY Theatre)
- 2018: Дві пари для пари (Театр Капітолій у Варшаві)
- 2019: Паралельний акт (Театр Капітолій у Варшаві)

## Участь у телевізійних програмах
- Іспит на зрілість
- Ананаси в моєму класі (2000)
- Мільйонери (спеціальне видання, 2001)
- Як лисі коні (2003)
- Вечір з Ягельським (2003)
- Зрозумів! (2004)
- Спортивний м'яч чемпіонів (лідер, 2005)
- Моя кров (2005)
- Кращий з кращих (головний, 2005)[10]
- Мисливці на сміх (2005)
- Куба Воєвудзкі (2006)
- Від кохання до щастя — репортаж зі знімального майданчика серіалу Кольори щастя (2007, 2008)
- Кольори щастя проти добра і зла (2008)
- Орел чи решта? (2008)
- Люблю тебе Польща! (2016)

## Нагороди
- 1986 — Нагорода на Національному кінофестивалі для дітей та юнацтва в Познані за роль у фільмі «Бідул» (режисер Віктор Скшинецький, телешоу)
- 1988 — акторська премія, отримана за результатами плебісциту глядацьких симпатій у КФБ «Młodzi i Film» у Кошаліні за роль у фільмі «Без гріха».
- 1989 — «Золота качка» за 1988 рік, категорія: найкращий польський актор
- 1989 — нагорода за акторську роль на фестивалі «Зірка завтрашнього дня» в Женеві за роль у фільмі «Короткометражний фільм про кохання».
- 1993 — премія МКФ у Канкуні за чоловічу роль у фільмі «Щоденник, знайдений у горбі».
- 1998 — Премія за акторську роль на МКФ у Карлових Варах за роль у фільмі «Вбивство Секаля».
- 1999 — Чеський лев у номінації: головна чоловіча роль у фільмі «Вбити Секаля».
- 1999 — Орел у номінації: найкраща чоловіча роль у фільмі «Вбити Секаля».
- 2002 — Złoty Granat на фестивалі комедійних фільмів у Любомирі для койота Поранек
- 2003 — Срібний гранат на фестивалі комедійних фільмів у Любомирі за E = mc²
- 2003 — 1 місце на глядацькому плебісциті за акторську гру у виставі Деякі види орлів на XLII Ряшівських театральних зустрічах
- 2004 — Премія Walt Disney Company Polska за найкращих авторів польськомовної версії в анімаційних фільмах — за роль Ідола у фільмі Де Немо (Варшава)